# Клод Брассер
Клод Брассе́р (фр. Claude Brasseur, справжнє ім'я — Клод Еспінасс фр. Claude Espinasse); нар. 15 червня 1936, Нейї-сюр-Сен, Франція — 22 грудня 2020) — французький актор. Син актора П'єра Брассера і акторки Одетт Жуайе. Дворазовий лауреат премії «Сезар» у 1977 і 1980 роках..

## Біографія та кар'єра
Клод Брассер народився 15 червня 1936 року в Неї-сюр-Сен у кінематографічній сім'ї акторів П'єра Брассера та Одетт Жуає. Після відвідин акторських курсів Раймона Жирардо та Рене Симона та нетривалого навчання у Консерваторії драматичного мистецтва, Брассер 1955-го року дебютував на театральній сцені у постановках «Юди» Марселя Паньоля та «Смачного, панове» Ельвіра Попеску. Згодом дебютував у кіно, знявшись у фільмах Жоржа Лампена «Зустріч у Парижі» та Марселя Карне «Країна, звідки я родом» (обидва 1956).
У 1956—1959 роках Клод Брассер служив за контрактом у десантних військах. Після закінчення служби повернувся у кінематограф, знявшись разом з Жаном Габеном у стрічці «Лугова вулиця» Дені де Ла Пательєра (1959) та зі своїм батьком у фантастичному фільмі Жоржа Франжю «Очі без обличчя» (1960). Але справжнього успіху Брассер досяг на телебаченні, зігравши у телефільмі «Таємниця жовтої кімнати» (1965) репортера Джозефа Рулетабію та головну роль у серіалі «Нові пригоди Відока» (1971). Разом з тим Брассер працює з молодими талановитими кінематографістами Жаном-Люком Годар («Банда аутсайдерів», 1964), Коста-Гаврасом («Одна людина зайва», 1967) та Франсуа Трюффо («Така красуня, як я», 1972).
На початку 1970-х років Клод Брассер більше уваги приділяє роботі у телесеріалах, а знявшись у кінофільмах Іва Робера «І слони бувають невірні» (1976) та «Супершахрай» (1976) Клода Піното, отримує свій перший «Сезар» за найкращу чоловічу роль другого плану. Через три роки актор знову отримав «Сезара» — цього разу вже за головну роль у «Війні поліцій» (1979) Робіна Девіса.
Світова слава до Клода Брассера прийшла після ролі Франсуа Береттона, батька головної героїні Софі Марсо, у комерційних фільмах Клода Піното «Бум» (1980) та «Бум 2» (1982).
У 1990-х роках Брассер менше грає головні ролі у кіно, зосередившись на роботу в театрі. У 1992 році актор знався у стрічці Едуара Молінаро «Вечеря», отримавши ще одну номінацію на «Сезара».
У 2007 році Клода Брассера було обрано Президентом 32-ї церемонії вручення кінематографічної премії «Сезар».
За час своєї кар'єри Клод Брассер знявся у понад 140 фільмах та є улюбленим і популярним серед французів, про що свідчить той факт, що ім'ям актора у 2006 році названо один з сортів ароматної троянди.

## Особисте життя

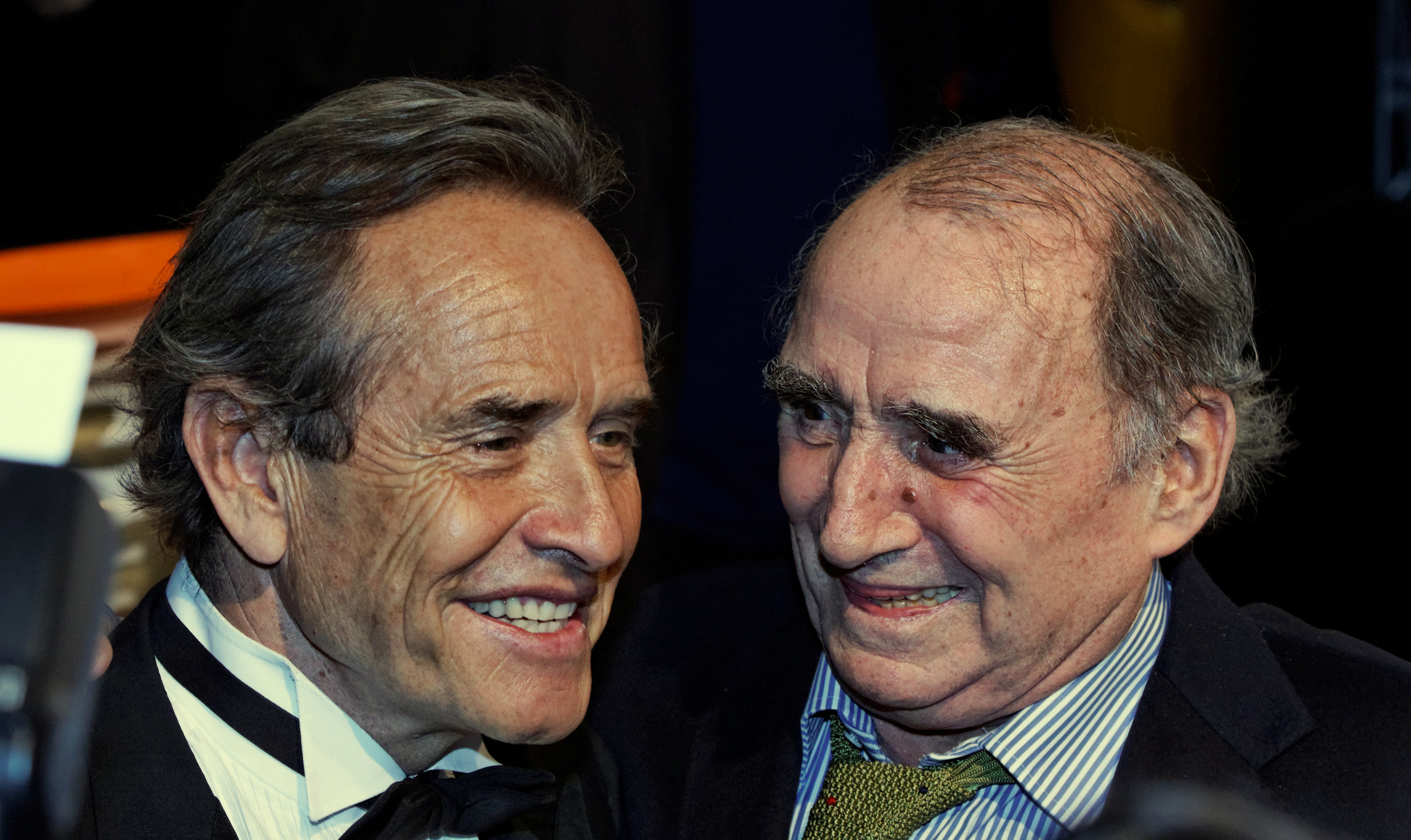
Жакі Ікс та Клод Брассер на фестивалі автомобілів, 2013

Клод Еспінасс — син знаменитого актора П'єра Брассера та акторки Одетт Жуайє, — запозичив сценічний псевдонім батька, ставши Клодом Брассером. Його хрещений батько — всесвітньовідомий американський письменник Ернест Хемінгуей.
27 березня 1961 Клод Брассер одружився з моделлю та журналісткою Пеггі Рош; пізніше, після їхнього розлучення його партнеркою стала Франсуаза Саган (померла у 1991 році), а у 1970 році актор одружився з Мішель Камбон, від якої у Брассера є син Александр, що також став актором.
Окрім творчості Клод Брассер доволі успішно займався автоспортом і в 1983-у році переміг на ралі-марафоні «Париж-Дакар» у класі автомобілів, як штурман у Жакі Ікса. У 1964 році входив до олімпійську збірної Франції з бобслею але через серйозний нещасний випадок на тренуваннях команда була вимушена знятися із змагань.

## Фільмографія (вибіркова)
| Рік  | Українська назва             | Оригінальна назва                | Роль                                             | Примітки     |
| ---- | ---------------------------- | -------------------------------- | ------------------------------------------------ | ------------ |
| 1956 | Зустріч в Парижі             | Rencontre à Paris                |                                                  |              |
| 1956 | Країна, звідки я родом       | Le pays d'ou je viens            | Ролан                                            |              |
| 1959 | Лугова вулиця                | Rue des prairies                 | Луї Нево                                         |              |
| 1959 | Зелені жнива                 | La Verte Moisson                 | Роберт Бореллі                                   |              |
| 1960 | Ока без особи                | Les Yeux sans visage             | інспектор                                        |              |
| 1960 | Розваги                      | Les Distractions                 | Лоран Порте                                      |              |
| 1960 | Ніжний П'єро                 | Pierrot la tendresse             | Тоні                                             |              |
| 1961 | Відпустивши поводи           | La bride sur le cou              | Клод                                             |              |
| 1962 | Пришпилений капрал           | Le Caporal épinglé               | «Папа́»                                           |              |
| 1962 | Сім смертних гріхів          | Les Sept Péchés capitaux         | Рірі                                             |              |
| 1962 | Вороги                       | Les Ennemis                      | Віго                                             |              |
| 1962 | Місячне світло і Мобежі      | Un clair de lune à Maubeuge      | Вальтер                                          |              |
| 1962 | Жерміналь                    | Germinal                         | Мартен Шаваль                                    |              |
| 1962 | Ми поїдемо в Довіль          | Nous irons à Deauville           | Дюбуа                                            |              |
| 1963 | Бананова шкірка              | Peau de banane                   | Чарлі Мейер на прізвисько «Усміхнений красунчик» |              |
| 1963 | Драже з перцем               | Dragées au poivre                | слюсар                                           |              |
| 1964 | Щасливчик Джо                | Lucky Jo                         | Ладак                                            |              |
| 1964 | Сприятливий випадок          | La bonne occase                  | водій                                            |              |
| 1964 | Банда аутсайдерів            | Bande à part                     | Артур                                            |              |
| 1965 | Колотнеча в Панамі           | Du rififi à Paname               | Джуліо                                           |              |
| 1965 | Дон Жуан, або Кам'яний гість | Dom Juan ou le Festin de pierre  | Сганарель                                        |              |
| 1967 | Одна людина зайва            | Un homme de trop                 | Грубак                                           |              |
| 1969 | Королівське полювання        | La Chasse royale                 | Анрі                                             |              |
| 1972 | Довічна рента                | Le Viager                        | Ноель Галіп'ю                                    |              |
| 1972 | Простак                      | Un cave                          | Граньє                                           |              |
| 1972 | Така красунечка, як я        | Une Belle Fille Comme Moi        | мосьє Мурене                                     |              |
| 1973 | Покидьок                     | Bel ordure                       | коханець Марії                                   |              |
| 1974 | Крижані груди                | Les Seins de glace               | Франсуа Роллен                                   |              |
| 1975 | Жити треба з ризиком         | Il faut vivre dangereusement     | Рішар Дем'є                                      |              |
| 1975 | Акт агресії                  | L'Agression                      | Андре Дюкатель                                   |              |
| 1976 | Обережно — очі!              | Attention les yeux !             | Мануель Кошуа                                    |              |
| 1976 | Бароко                       | Barocco                          | Жуль                                             |              |
| 1976 | І слони бувають невірні      | Un éléphant ça trompe énormément | Деніель                                          |              |
| 1976 | Супершахрай                  | Le Grand Escogriffe              | Арі                                              |              |
| 1977 | Ми усі потрапимо до раю      | Nous irons tous au paradis       | Даніель                                          |              |
| 1978 | Чужі гроші                   | L' Argent Des Autres             | Клод Шевальє д'Авен                              |              |
| 1978 | У кожного свій шанс          | Une histoire simple              | Серж                                             |              |
| 1979 | Війна поліцій                | La Guerre des polices            | комісар Жак Фуш                                  |              |
| 1979 | Омари на обід                | Aragosta a colazione             | маріо Спінозі                                    |              |
| 1979 | Побачимося у понеділок       | Au revoir à lundi                | Арнольд Самсон                                   |              |
| 1980 | Банкірша                     | La Banquière                     | Ларгу                                            |              |
| 1980 | Бум                          | La Boum                          | Франсуа Береттон                                 |              |
| 1980 | Чорна мантія для вбивці      | Une robe noire pour un tueur     | Симон Ріслер                                     |              |
| 1981 | Чоловіча справа              | Une affaire d'hommes             | Серволь                                          |              |
| 1981 | Жозефа                       | Josepha                          | Мішель Лоран                                     |              |
| 1982 | Гі де Мопассан               | Guy de Maupassant                | Гі де Мопассан                                   |              |
| 1982 | Необхідна самооборона        | Legitime Violence                | Мартен Модо                                      |              |
| 1982 | Бум 2                        | La Boum 2                        | Франсуа Береттон                                 |              |
| 1983 | Верх благополуччя            | Signes extérieurs de richesse    | Жан-Жана «Жіжі» Лестард                          |              |
| 1983 | Криміналка                   | La Crime                         | комісар Мартен Гріффон                           |              |
| 1984 | Детектив                     | Détective                        | Еміль                                            |              |
| 1985 | Палац                        | Palace                           | Робер Морлан                                     |              |
| 1985 | Серед вовків                 | Les Loups entre eux              | Ласьє                                            |              |
| 1986 | Циганка                      | La Gitane                        | Юбер Дурьє                                       |              |
| 1986 | Зішестя в пекло              | Descente aux enfers              | Алан Кольбер                                     |              |
| 1989 | Радіо Ворон                  | Radio Corbeau                    | Пол Морьє                                        |              |
| 1989 | Священний союз               | L'Union sacrée                   | полковник Рове                                   |              |
| 1989 | Червоний оркестр             | L'Orchestre rouge                | Леопольд Треппер                                 |              |
| 1990 | Танцювальна машина           | Dancing Machine                  | інспектор поліції Епарв'є                        |              |
| 1991 | Брудна, як ангел             | Salle comme un ange              | Жорж Деблаше                                     |              |
| 1992 | Бал недотеп                  | Le Bal des casse-pieds           | спокусник                                        |              |
| 1992 | Вечеря                       | Le Souper                        | Фуше                                             |              |
| 1993 | Раз, два, три… замри!        | Un, deux, trois, soleil          | невдаха                                          |              |
| 1994 | Дрібне правопорушення        | Délit mineur                     | Журен                                            |              |
| 1999 | найщасливіше місце на Землі  | Le plus beau pays du monde       | Делабі                                           |              |
| 1999 | Стан паніки                  | La Débandade                     | Поль-Едуар                                       |              |
| 1999 | Помремо разом                | Fait d'hiver                     | доктор Вогін                                     |              |
| 2000 | Актори                       | Les Acteurs                      | Клод Брассер                                     |              |
| 2003 | Шу-шу                        | Chouchou                         | батько Леона                                     |              |
| 2003 | Сорая                        | Soraya                           | прем'єр-міністр Мохаммед Моссадик                | телевізійний |
| 2004 | Принцеса Малабара            | Malabar Princess                 | Робер                                            |              |
| 2005 | Кохання на трьох             | L'Amour aux trousses             | Жак Пелегрен                                     |              |
| 2006 | Місця у партері              | Fauteuils d'orchestre            | Жак                                              |              |
| 2006 | Кемпінг                      | Camping                          | Джекі Пік                                        |              |
| 2006 | Герой сім'ї                  | Le Héros de la famille           | Габраель Стерн                                   |              |
| 2006 | Російський дядечко           | L'oncle de Russie                | Гастон Бойсак                                    | телевізійний |
| 2007 | Мільйон років до нашої ери 2 | Sa majeste Minor                 | Фірос                                            |              |
| 2010 | Кемпінг 2                    | Camping 2                        | Джекі Пік                                        |              |
| 2011 | Законний захист              | Legitime Defense                 | Вотьє                                            |              |
| 2012 | Моя прекрасна зірка          | Ma bonne étoile                  | Робер                                            |              |
| 2012 | Коли я виросту маленьким     | Quand je serai petit             | Моріс                                            |              |
| 2013 | Рудий лис                    | Le renard jaune                  | командувач                                       |              |
| 2014 | Студент та месьє Анрі        | L'étudiante et monsieur Henri    | месьє Анрі                                       |              |

## Роботи в театрі
Театри Парижа
- 1955: Юда / Judas (Мішель Паньйоль)
- 1956: Смачного, панове / Bon Appetit Monsieur (Ж. Лапорт)
- 1960: Ангел пролетів / Un ange passe (П'єр Брассер)
- 1966: Britannicus (Ж. Расін)
- 1966: Коляска / La Caleche (Ж. Жіоно)
- 1968: Тартюф, або Самозванець / Tartuffe ou l'Imposteur (Мольєр)
- 1969: 7 + що? / 7 + quoi ? (Ф. Бієтду)
- 1971: З чужого боку / Du cote de chez l'autre (А. Айкбурн)
- 1974: Нічні ігри / Les Jeux de la nuit (Ф. Д. Гільруа)
- 1979: Настала наша черга / А nous de jouer (Ф. Марсо)
- 1987: Жорж Дандан або Обдурений чоловік / George Dandin ou le Mari confondu (Мольєр)
- 1993: Вечеря з недоуком / Le Diner de cons (Франсіс Вебер)
- 2002: Бесіди з моїм батьком / Conversations avec mon pere (Н. Гарднер)
- 2005: Бог — це ставний стюард / Dieu est un steward de bonne composition (Ів Раві)
- 2007: Мій батько був правий / Mon pere avait raison (Саша Гітрі)
- 2012: Тартюф, або Самозванець / Tartuffe ou l'Imposteur (Мольєр)

Театр Монпарнас
- 1961: Футбол / Football (П. Квентін та Ж. Беллак)
- 1964: Матч / Match (Крістіан Жерар)
- 1989: Вечеря / Le Souper (Ж.-К. Брісвілль)
- 1995: Прощальний салют / La Derniere Salve (Ж.-К. Брісвілль)
- 1999: Добром або злом / А torts et а raison (Р. Гарвуд)
- 2014: Гнів тигра / La Colère du Tigre (Філіп Мадраль)

Театр у Віллербанні
- 1962: Тартюф, або Самозванець / Tartuffe ou l'Imposteur (Мольєр)
- 1967: Білий, синій, червоний або Розпусники / Bleus, blancs, rouges ou les libertins (Роже Планшон)
- 1968: За вітром / Dans le vent (Р. Планшон)
- 1968: Прощання Армстронга / Le Dernier Adieu d'Armstrong (Джон Арден)
- 1968: Три мушкетери / Les Trois Mousquetaires (Александр Дюма)
- 1968: Розпусники / Les Libertins (Роже Планшон)

## Визнання
| Рік            | Категорія                     | Фільм                               | Результат |
| -------------- | ----------------------------- | ----------------------------------- | --------- |
| Премія «Сезар» |                               |                                     |           |
| 1977           | Найкращий актор другого плану | Супершахрай І слони бувають невірні | Перемога  |
| 1979           | Найкращий актор другого плану | У кожного свій шанс                 | Номінація |
| 1979           | Найкращий актор               | У кожного свій шанс                 | Номінація |
| 1980           | Найкращий актор               | Війна поліцій                       | Перемога  |
| 1993           | Найкращий актор               | Вечеря                              | Номінація |